# ヘンリー1世 (イングランド王)
ヘンリー1世碩学王（英: Henry I Beauclerc 、1068年頃 – 1135年12月1日）とは、12世紀のイングランド王（在位：1100年 - 1135年）である。彼はウィリアム1世の4男として誕生し、幼いころはラテン語と自由七科の教育を受けた。1087年にウィリアム1世が死去すると、ヘンリーの兄であるロベールとウィリアムがそれぞれノルマンディーとイングランド王国を相続し、ヘンリーには領地が与えられなかった。その後、彼は兄ロベールからコタンタン伯領を購入したが、1091年に兄たちによって追放された。その後、彼は徐々にコタンタンで勢力を回復し、ウィリアム2世と同盟を結んでロベールと対抗した。
ヘンリーは、兄ウィリアムが狩猟事故で亡くなった際にイングランドに滞在しており、その直後にイングランド王位を奪取し、戴冠式においてウィリアムの不評な政策を改めることを約束した。彼はマティルダ・オブ・スコットランドと結婚し、マティルダとウィリアム・アデリンの2人の子をもうけたが、多くの愛妾との間に多くの庶子もいた。1101年、兄ロベールはノルマンディーからイングランドに侵攻し、ヘンリーと統治を争った。この軍事衝突は、ヘンリーの王位を確認する和平協定によって終結した。しかし、和平は短命に終わり、ヘンリーは1105年から1106年にかけてノルマンディー公国に侵攻し、タンシュブレーの戦いでロベールを決定的に破った。ロベールはその後終生幽閉された。
ヘンリーのノルマンディー統治は、フランス王ルイ6世、フランドル伯ボードゥアン7世、およびアンジュー伯フルク5世によって挑戦され、彼らはロベールの息子ギヨーム・クリトンの王位請求を支持し、1116年から1119年にかけてノルマンディーで大規模な反乱を支援した。しかし、ヘンリーはブレミュルの戦いで勝利を収め、1120年にはルイ6世との有利な和平条約を締結した。
当時の人々はヘンリーを厳格だが有能な統治者と見ていた。彼はイングランドとノルマンディーの貴族を巧みに操り、イングランドではアングロ・サクソン系の司法・地方行政・税制を活用しつつ、王室財務府や巡回裁判官といった新たな制度を導入して強化した。ノルマンディーでも同様に、裁判官の制度と財務府を整備した。ヘンリーの官僚機構は、貴族出身ではない「新興階層」の人物を登用する特徴があり、多くの官僚は家柄ではなく行政能力によって出世した。彼はグレゴリウス改革を奨励したが、1101年にはカンタベリー大司教アンセルムスと深刻な対立に陥り、1105年に妥協によって和解した。彼はクリュニー派を支援し、イングランドとノルマンディーにおける高位聖職者の任命に重要な役割を果たした。
1120年、王子ウィリアムがホワイトシップ号の海難事故で溺死するという事件が起き、王位継承に不安が生じた。ヘンリーは後継の男子を得るためにアデライザ・オブ・ルーヴァンと再婚したが、彼女との間に子供は生まれなかった。そのため、彼は娘マティルダを正式な後継者と宣言し、彼女をアンジュー伯ジョフロワ5世と結婚させた。しかし、ヘンリーとマティルダ夫妻の関係は悪化し、アンジューとの国境地帯では戦闘が発生した。ヘンリーは1135年12月1日、病により死去した。彼の計画にもかかわらず、王位は甥のブロワ伯ステファンが継承し、これによって無政府時代と呼ばれる内戦が勃発した。

## 若年期 1068年–1099年

### 少年時代・容姿 1068年–1086年
ヘンリーはおそらく1068年の夏か年末のいずれかにイングランドで生まれた可能性が高く、セルビー（ヨークシャー）の町で生まれたとも考えられている。
彼の父はウィリアム征服王（ノルマンディー公）であり、ノルマン・コンクエストによってイングランドを征服し、イングランド王となった。これにより、彼の領土はウェールズにも及ぶこととなった。この征服によって、イングランドとイングランド海峡の両側に所領を持つアングロ・ノルマン人の支配階級が生まれた。これらのアングロ・ノルマン人貴族は通常、当時まだ緩やかな統治のもとにあったフランス王国と密接な関係を持っていた。フランス王国は実際には伯爵領や小規模な領地の集合体にすぎず、名目上のみフランス王の支配下にあった。ヘンリーの母であるマティルダ・オブ・フランダースはフランス王ロベール2世の孫であり、おそらく彼女の叔父にあたるアンリ1世にちなんでヘンリーと名付けたと考えられている。
ヘンリーは、ウィリアムとマティルダの4人の息子の中で最年少だった。外見は兄たちのロベール、リシャール、ウィリアムと似ており、歴史家デイヴィッド・カーペンターによれば「背が低く、がっしりとしており、樽のような胸を持ち、黒髪だった」という。年齢の違いや兄リシャールの早逝のため、ヘンリーは兄たちと過ごす時間が比較的少なかったと考えられる。一方で、妹のアデル・ド・ノルマンディーとは年齢が近かったため、親しい関係にあった可能性が高い。ヘンリーの幼少期についての記録はほとんど残っていないが、歴史家ウォーレン・ホリスターとキャスリーン・トンプソンは、ヘンリーが主にイングランドで育てられたと推測している。一方で、ジュディス・グリーンは、始めはノルマンディー公国で育てられたと主張している。ヘンリーはおそらく教会教育を受けており、当時大法官を務めていたオズモンド司教の指導の下、ソールズベリー大聖堂で教育を受けていた可能性がある。しかし、これはヘンリーを聖職者にする意図によるものだったかどうかは不明である。ヘンリーの教育の程度は定かではないが、ラテン語を読むことができ、自由七科の基礎的な知識を持っていたと考えられる。彼はロベール・アシャール（Robert Achard）という人物の軍事的指導を受け、1086年5月24日に父ウィリアム王によって騎士として叙任された。

### 継承 1087年 – 1088年

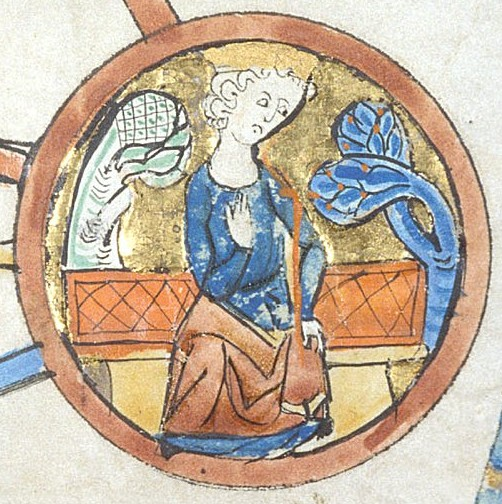
13世紀に描かれたヘンリー1世の肖像

1087年、ウィリアム1世 (イングランド王)はヴェクサンでの遠征中に致命傷を負った。ヘンリーは9月に瀕死の父がいるルーアンを訪れ、ウィリアム王は自身の領地を息子たちに分割した。当時の西ヨーロッパにおける継承のルールは明確ではなかった。一部のフランス地域では、長男が称号を継承する長子相続が広まりつつあったが、ノルマンディー公国やイングランドを含む他の地域では伝統的に分割相続が採用されており、長男が父祖伝来の土地（通常最も価値のある土地）を相続し、次男以下の息子はより小さな土地や新たに獲得した領地を与えられるのが一般的だった。
ウィリアムは土地を分割する際、ノルマンの伝統に従い、相続したノルマンディー公国と戦争で獲得したイングランド王国を区別して考えていたようである。次男のリシャールは狩猟事故で相続前に亡くなっていたため、ウィリアムの遺産はヘンリーと2人の兄に分配された。長男のロベールは父の死の直前まで父王に対して反乱を起こしていたにもかかわらず、ノルマンディーを継承した。イングランドは瀕死の国王に寵愛されていた3男ウィリアムに与えられた。ヘンリーには5,000ポンドとされる多額の金が与えられ、さらに母が所有していたバッキンガムシャー・グロスターシャーといったささやかな領土も加えて相続する見込みだった。カーンで執り行われた亡きウィリアム王の葬儀が地元の住民による激しい抗議によって混乱した際、ヘンリーが銀貨を支払うことでこの問題を解決した可能性がある。
ロベール（公爵位継承後、短袴公とあだ名されていた。）は、ノルマンディー公位とイングランド王位の両方を継ぐものと考えていたが、実際には3男ウィリアム（ウィリアム2世・ウィリアム赤顔王とも。）がイングランドへ渡り、王として即位していた。2人の兄弟は継承問題で根本的に対立し、ロベールはイングランド王位を奪取するための侵攻・イングランド王に対する反乱を計画し、一部の有力貴族から反乱の支援を受けた。一方のヘンリーはノルマンディーに留まり、ロベールの宮廷で活動した。これは、ヘンリーが公然とウィリアム2世に味方するのをためらったか、もしくはノルマンディーを離れればロベールに相続資金を没収される危険があったためと考えられる。ウィリアム2世はヘンリーが相続したイングランド王国内の新領地を差し押さえ、ヘンリーは自身の領土をすべて失うこととなった。
1088年、ロベール公のイングランド侵攻計画は頓挫し、彼はヘンリーに資金の貸し付けを求めたが、ヘンリーはこれを拒否した。その代わりに、ロベールは3,000ポンドと引き換えにヘンリーをノルマンディー西部の伯爵とすることで合意した。ヘンリーがロベール公から獲得した新領地はコタンタン半島を中心にアヴランシャン地域にもまたがる規模であり、両地域の司教区を支配下に置いた。これにより、ヘンリーはノルマンディーの有力貴族であるヒュー・ダヴランシュやリチャード・ド・レヴル、さらにはモン・サン＝ミシェル修道院を影響下に置くことになった。一方、ロベール公の侵攻軍はノルマンディーを出発することができず、イングランドでのウィリアム赤顔王の地位は安泰なものとなった。

### コタンタン伯（1088年–1090年）

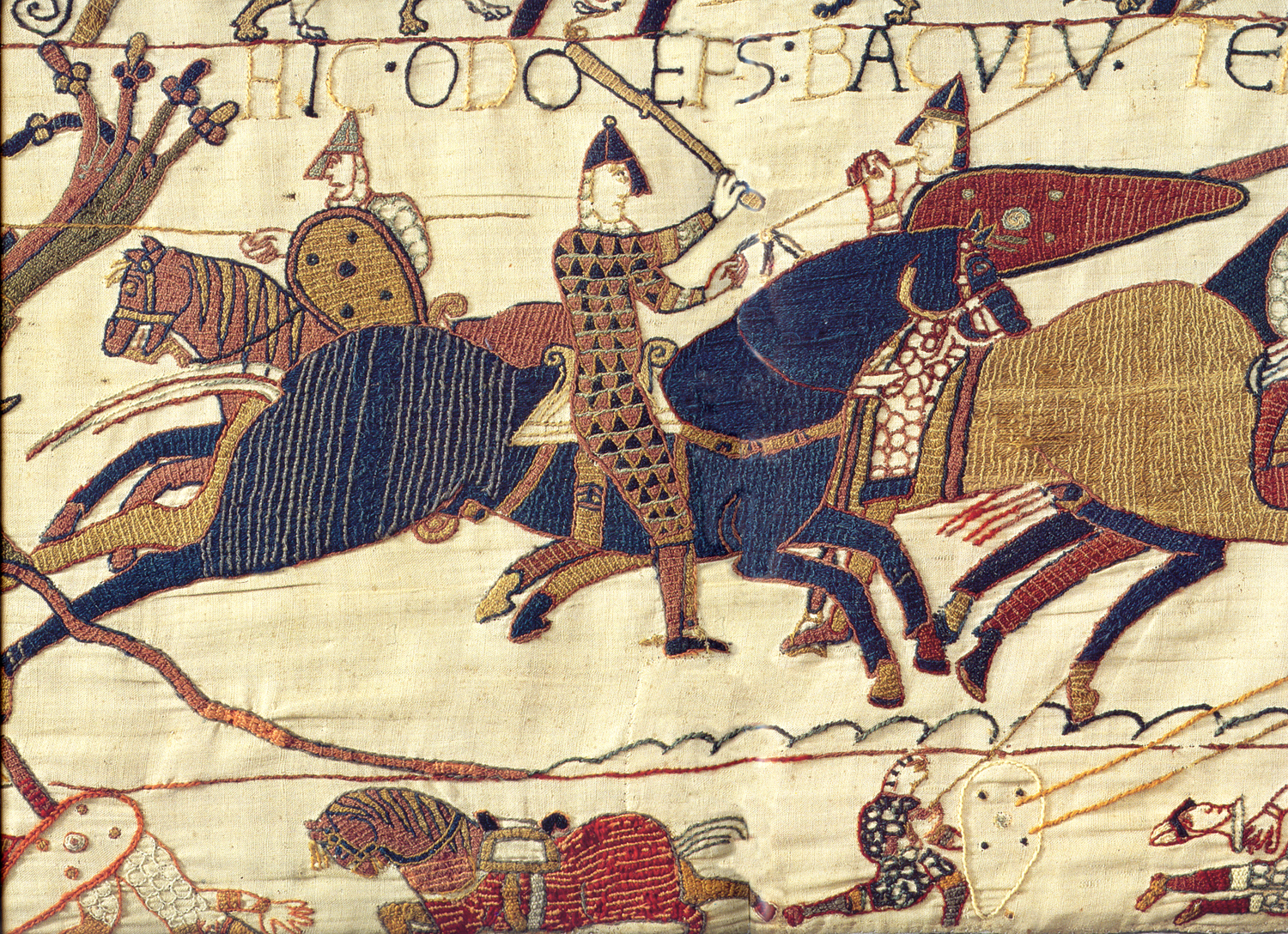
中央でこん棒を振るうバイユー司教オド。彼は1088年から1089年にかけてヘンリーを幽閉した。バイユーのタペストリーより。

ヘンリーは素早く伯領の支配を確立し、ノルマンディー公国西部とブルターニュ東部にまたがるヘンリー支持者のネットワークを築いた。歴史家ジョン・ル・パトゥレルは、これを「ヘンリーの一党（Henry's Gang）」と評している。この頃彼を支持した者の中には、ロジャー・オブ・マンデヴィル、リチャード・ド・レヴル、リチャード・ダヴランシュ、ロベール・フィッツハモン、そしてソールズベリー司教ロジャーが含まれていた。やがて、ロベール公はヘンリーとの合意を反故にし伯領を取り戻そうとしたが、ヘンリーの支配力はすでに盤石となっておりこれを阻止した。ロベールのノルマンディー統治は混乱を極め、ヘンリーの領地の一部は宗主国であるルーアンの支配をほぼ脱し、半独立国家の様相を成していた。
この間、ウィリアム赤顔王もロベール短袴公も、ヘンリーを信用していなかったようである。1088年7月、イングランドでの反乱が収束すると、ヘンリーはイングランドへ渡って国王の兄ウィリアムに謁見した。母の遺領でヘンリーの相続分であった領土を返還するようウィリアム王に説得を試みたものの説き伏せることはできず、秋に再びノルマンディーへ戻った。その間に、バイユー司教オド（ウィリアム征服王の異母弟。ロベール短袴公に仕えていた。）はヘンリーを潜在的な脅威と見なし、ロベールに対して「ヘンリーがウィリアム2世との共謀を図っている」と吹き込んだ。その結果、ヘンリーはノルマンディーに戻るな否やオド司教に捕らえられ、ノイイ＝ラ＝フォレに幽閉され、ヘンリーの領土はロベール公に没収された。ヘンリーはその冬の間中幽閉され続けたが、1089年の春にノルマンディーの有力貴族たちの圧力に屈したロベール公によって釈放された。
釈放されたヘンリーはもはや正式なコタンタン伯ではなかったが、ノルマンディー西部の実質的な支配を維持した。その後も兄弟間の争いは続いた。ウィリアム2世はイングランドで反対勢力を鎮圧しつつ、ノルマンディー公国内の諸侯並びに隣接するポンチュー伯領内の有力貴族たちと同盟を結び、ロベールに対抗した。一方、ロベールはフランス王フィリップ1世と同盟を結んだ。1090年末、ウィリアム2世はルーアンの有力市民であるコナン・ピラトゥスを扇動し、ロベールに対する反乱を起こさせた。コナンはルーアンの住民の支持を得て、近隣の公爵領の守備隊にも離反を呼びかけた。
ロベールは貴族たちに救援を求め、それに応えたヘンリーが最初に11月にルーアンへ到着した。ここで激しい市街戦が発生し、双方が街の支配を巡って争った。ロベールとヘンリーは城から打って出て戦闘に加わったが、ロベールはすぐに撤退し、ヘンリーだけが戦い続けた。戦局はロベール公側に傾き、ヘンリーはコナンを捕虜とした。コナンは封建領主に反逆したことを理由にヘンリーの怒りを買い、ルーアン城の頂上まで連れて行かれた。彼は多額の身代金を申し出たが、ヘンリーはそれを拒否し、城の塔から突き落として処刑した。この処刑は、当時の人々の間では「見せしめ」として正当な行為と見なされ、ヘンリーはこの戦いでの活躍によって名声を得ることになった。

### 没落と復権 1091年 –1099年

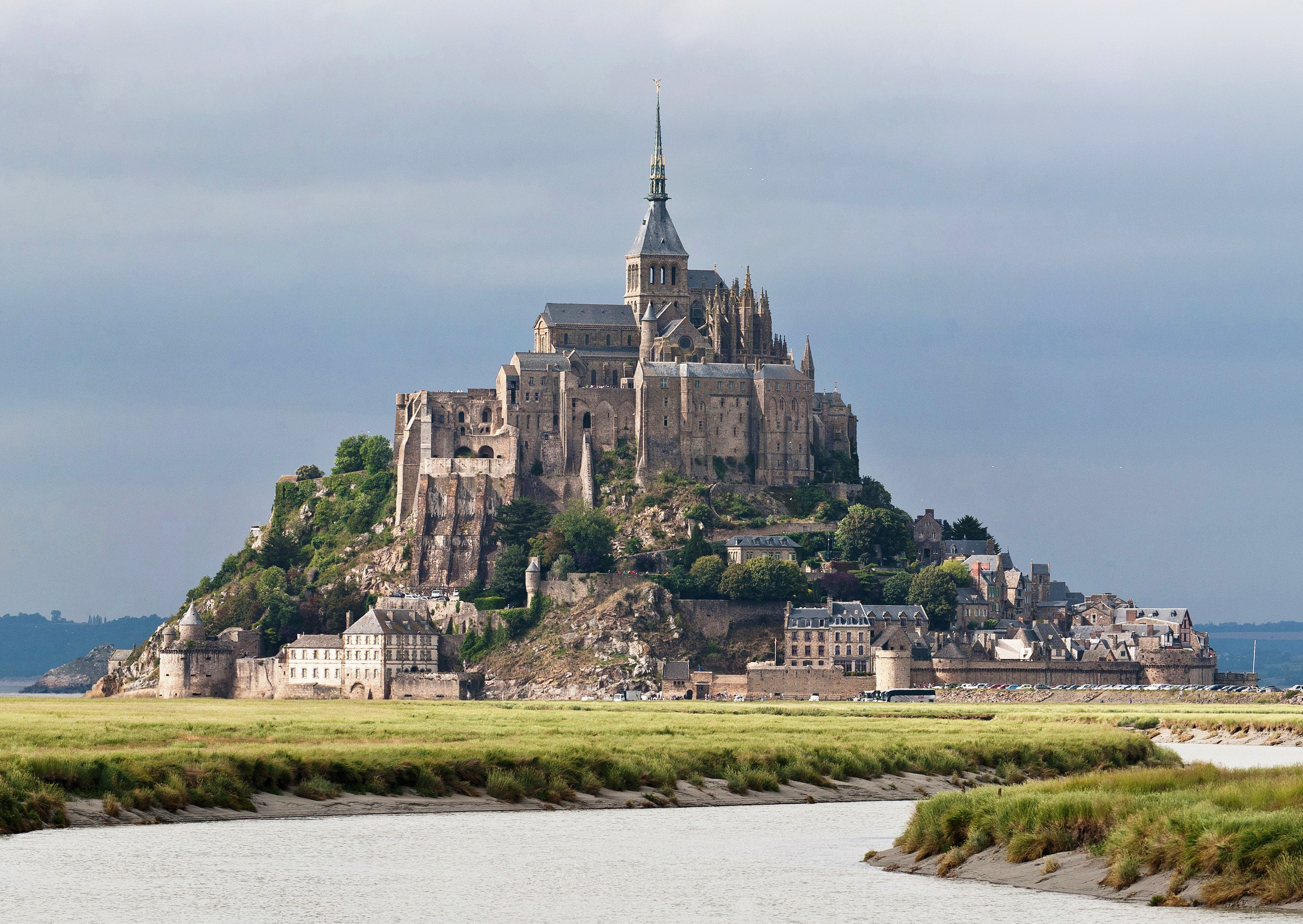
モン・サン＝ミシェル（ノルマンディー）、1091年の包囲戦の舞台

この戦いの余波として、ロベールはヘンリーにルーアンを去るよう強いた。これは、おそらく戦闘におけるヘンリーの活躍がロベール自身のそれを上回っていたためであり、あるいはヘンリーがコタンタン伯への正式な復帰を求めたためである可能性がある。1091年初頭、ウィリアム赤顔王は大軍を率いてノルマンディーに侵攻し、ロベールを交渉の場へと引きずり出した。兄弟はルーアンで条約を締結し、ウィリアム王はノルマンディー内のいくつかの土地と城を得た。その見返りとして、彼はロベールのメーヌ伯領奪還の試みを支援しノルマンディー公国の支配を回復するための援助を約束した。その中にはヘンリーの領地も含まれていた。さらに、二人は互いをイングランドとノルマンディーの後継者と指名し、ヘンリーを継承順から排除した。
こうしてヘンリーと兄たちの間で戦争が勃発した。ヘンリーはノルマンディー西部で傭兵軍を動員したが、ウィリアム王とロベール公の軍勢が進軍するにつれ、彼を支持する諸侯たちは離反していった。ヘンリーは最後の拠点としてモン・サン＝ミシェルに立てこもり、おそらく1091年3月に兄たちの軍勢に包囲された。この要塞は防御に適していたが、淡水の供給が不足していた。年代記作家マルムズベリーのウィリアムによると、立てこもるヘンリー陣営の水が尽きかけたとき、ロベールは彼に水の補給を許可し、これに反発したウィリアム王との間で口論を引き起こしたという。包囲戦の最終局面の詳細は不明だが、包囲側は今後の戦略をめぐって対立し始め、最終的にヘンリーはモン・サン＝ミシェルを放棄した。これはおそらく交渉による降伏の一環だったと考えられる。彼はブルターニュへ逃れ、その後フランスへ渡った。
ヘンリーのその後の動向は不明確であるが、当時の年代記作家オルデルリック・ヴィタリスによれば、彼はノルマンディー国境付近の街、ヴェクサン近辺を小規模な従者とともに1年以上にわたり放浪していたという。その間にロベール公とウィリアム王の関係は再び悪化し、ルーアン条約は破棄された。1092年、ヘンリーはノルマンディーの町ドンフロンを奪取した。この町は以前はロベール・オブ・ベレームの支配下にあったが、住民たちは彼の統治を嫌いヘンリーを迎え入れた。そのため、戦闘なしに支配権が移行したとされる。以降2年間、ヘンリーはノルマンディー西部で支持基盤を再建し、ジュディス・グリーンによれば「待機中の宮廷」を形成した。1094年までには、ノルマンディー公のように家臣に土地や城を与えるようになっていた。ウィリアム王はそんなヘンリーを支援し、資金を提供した。ヘンリーはこれを用いてドンフロン城を築いた。
1094年、ウィリアム王はノルマンディーへ渡り、ロベール公との戦争を開始した。しかし進展は遅れ、ヘンリーにも支援を求めた。ヘンリーは応じたものの、ノルマンディー東部の主戦場には向かわず、ロンドンへと赴いた。これはおそらく王の要請によるもので、結局ウィリアム王は軍地作戦を中断してイングランドへ帰還した。その後数年間、ヘンリーはノルマンディー西部で勢力を強め、イングランドへも度々赴いた。1095年、ローマ教皇ウルバヌス2世が第1回十字軍を呼びかけた。ロベール公は十字軍に参加するため、ウィリアム王から軍資金を借り、その代償として公国の一部の支配権を王へ委ねた。ウィリアム王はノルマンディー全土の奪還を確信し、ヘンリーとの関係はより緊密になった。彼らは1097年から1098年にかけてヴェクサンで共に戦った。

## 治世初期 1100年 – 1106年

### 王位就任 （1100年）

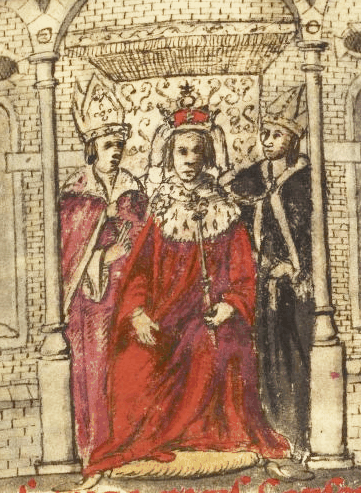
17世紀に描かれたヘンリー1世の戴冠式の様子

1100年8月2日の午後、ウィリアム王はニューフォレストで狩猟を行っていた。同行していたのは狩猟隊とノルマンの貴族たちで、その中にはヘンリーも含まれていた。家臣のウォルター・ティレルが放った矢がウィリアム王に命中し、彼は死亡した。この事件については、陰謀説が多く唱えられてきたが、そもそも狩猟は危険な活動でありこうした事故は珍しくなかったため、多くの歴史学者は事故説を支持している。事件後、混乱が生じ、ティレルはフランスへ逃亡した。これは、彼が矢を放った本人だったためか、あるいは誤って疑われ、国王殺害の責任を負わされることを恐れたためと考えられる。
ヘンリーはすぐさまウィンチェスターへ向い、そこで王位継承を巡る議論が引き起こされた。ウィリアム王の家臣ウィリアム・ド・ブルトゥイユは、まだ十字軍遠征から戻っていなかったロベール公の王位継承権を主張した。（ヘンリーと諸侯たちはかつてロベールに臣従の誓いを立てていた。）しかし、ヘンリーは、自分が在位中の国王と王妃の間に生まれたことを理由に、「ポルフィロジェニトゥール（紫衣誕生）」の権利を主張した。激しい議論の末、ヘンリーはヘンリー・ド・ボーモンやロベール・ド・ムーランの支援を受け、諸侯たちを味方につけた。彼はウィンチェスター城を占拠し、王室財宝を押収した。
ヘンリーは8月5日、ウェストミンスター寺院で急遽戴冠した。司式を務めたのはロンドン司教モーリスであった。なぜなら、カンタベリー大司教アンセルムスはこの頃ウィリアム王によって追放されており、ヨーク大司教トマス・オブ・バイユーは北部のリポンにいたためである。イングランドの伝統との調和・即位の正当性の誇示を図ったヘンリーはマグナカルタの祖とも言われる戴冠憲章を発布し、さまざまな公約を示し、新たな王として自らを混乱に満ちた国に秩序を取り戻した存在として示した。また、ウィリアム王が存命中に発布した教会政策（聖職者から反発を受けていた）を撤回し、聖職者の支持を得ることを誓った。さらに、貴族の財産権を尊重し、エドワード懺悔王の時代の穏やかな慣習に戻すと約束し、「国家の安定」を確立し「以降平和を維持する」ことを宣言した。
ヘンリーは既存の支持者たちに加え、先代から続く官僚制度の多くを自らの宮廷に取り込んだ。ウィリアム赤顔王時代の大法官であったウィリアム・ギファードはウィンチェスター司教に任命され、著名な保安官であるウルス・ダベト、ハイモ・ダピフェル、ロバート・フィッツハモンも引き続き政府内で要職を務めた。一方、前政権の重鎮であったダラム司教ラヌルフ・フランバードはロンドン塔に投獄され、汚職の罪で訴えられた。ヘンリーはまた、空席となっていた多くの聖職者の職位に対する任命を進め、新政府への支持を固めることを目指した。これらの任命には聖別が必要であったため、ヘンリーはアンセルムスに書簡を送り、アンセルムスがフランスにいる間に戴冠式を済ませてしまったことを謝罪するとともに、すぐに帰国するよう要請した。

### マティルダとの結婚 （1100年）

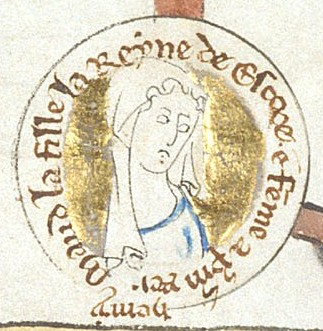
ヘンリーの最初の王妃マティルダ

1100年11月11日、ヘンリー1世はスコットランド王マルカム3世の娘であるマティルダとウェストミンスター寺院で結婚した。ヘンリー1世は当時およそ31歳であったが、11世紀において貴族の男性が晩婚となることも珍しくはなかった。2人はおそらくその10年ほど前の早い時期に初めて顔を合わせており、オズムンドによって引き合わされた可能性もある。歴史家ウォーレン・ホリスターは、ヘンリー1世とマティルダが感情的に親密な間柄であった一方で、その結婚には確実に政治的な動機もあったと主張している。。マティルダは元々エディスというアングロ・サクソン系の名前で呼ばれており、ウェセックス家の出身で、エドガー・アシリングの姪であり、エドマンド2世（剛勇王）の曾孫であり、アルフレッド大王の子孫でもあった。ヘンリー1世にとってマティルダとの結婚は自らの統治にさらなる正統性を与えるものであり、野心的な女性であったマティルダにとっては、それはイングランドにおける高い地位と権力を得る機会となった。
マティルダは以前から一連の修道院で教育を受けており、正式に修道女となる誓いを立てた可能性があったため、結婚の進展に障害が生じた。  彼女は修道女になることを望まず、アンセルムス大司教にヘンリーとの結婚の許可を求めた。そして、大司教はこの問題を審議するためにランベス宮殿で評議会を開催した。一部に異論はあったものの、評議会は、マティルダは修道院で生活していたが実際には修道女にはなっていないため結婚は可能であると結論づけた。この判断をアンセルムスが確認し、結婚が進められることとなった。マティルダはヘンリーにとって有能な王妃であったとされ、時折イングランドで摂政を務め、評議会で演説や議長を務め、さらに芸術活動を広範に支援した。二人の間には間もなく、1102年生まれのマティルダと、1103年生まれのウィリアム・アデリン という二人の子供が生まれた。また、早世した次男リチャード がいた可能性もある。これらの子供が生まれた後、マティルダはウェストミンスター を拠点として活動を続け、一方のヘンリーはイングランドやノルマンディーの各地を巡った。これは宗教的な理由によるものか、あるいは彼女自身が王権の統治機構に関与することを好んだからかもしれない。
ヘンリーは旺盛な性的欲求を持ち、多くの女性と関係を持った。その結果、多くの庶子をもうけ、少なくとも9人の息子と13人の娘がいたとされる。彼はその多くを認知し、支援していたようである。未婚のアングロ・ノルマン人男性貴族が娼婦や地元の女性と関係を持つことは一般的であり、王もまた公然と愛妾を持つことが期待されていた。こうした関係の一部はヘンリーが結婚する前から持たれたが、結婚後も多くの女性と関係を持ち続けた 。彼の愛妾は様々な背景を持っており、その関係は比較的公然と持たれていたようである。彼は一部の高貴な出自の愛妾を政治的な目的で選んだ可能性もあるが、それを示す証拠は限られている。

### アルトン条約（1101年–1102年）

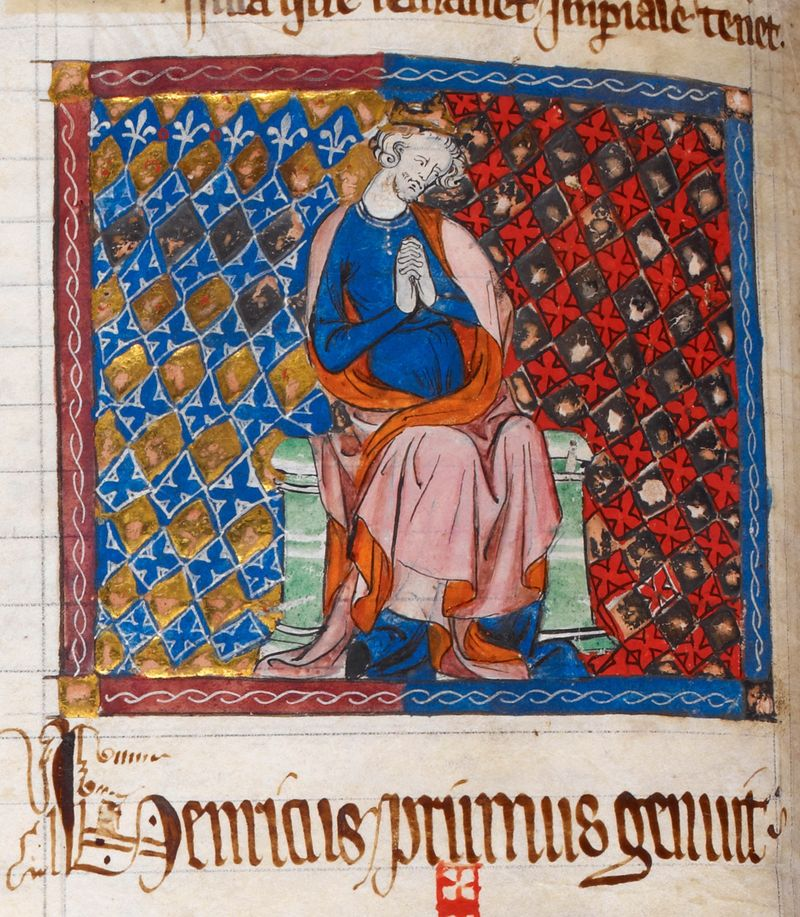
14世紀初頭に描かれたヘンリーの肖像

1101年初頭までに、ヘンリーの新政権は確立され機能していたが、アングロ・ノルマン人 の多くの貴族は依然として彼の兄であるロベール公を支持しており、彼らはロベールがイングランドでの権力掌握の可能性を示せば寝返る準備ができていたとされる。2月、ラヌルフ・フランバードがロンドン塔から脱獄し、ノルマンディーへ渡った。彼の到着により、ロベールは新たな指導力と活力を得て、侵攻軍の編成を進めた。7月までにロベールは軍と艦隊を整え、ヘンリーを攻撃する準備を整えた。対立の緊張が高まる中、ヘンリーはラヌルフの領地を没収し、アンセルムス大司教の支持を得て、ラヌルフをダラム司教の職から解任した。4月と6月にヘンリー王は宮廷を開き、貴族たちに忠誠の誓いを新たに立てさせたが、その支持は依然として部分的でかつ不安定なものであった。
ロベール公の侵攻が迫る中、ヘンリーは兵力を集め、ロベールの上陸が予想されるペヴェンジー近郊に艦隊を配置し、一部の兵を手ずから訓練し、騎兵突撃に対する応じ技を指導するなどした。ヘンリー王の元には聖職者の軍務義務に基づく騎士や民兵が多数集まったものの、王に仕える貴族の多くは参集しなかった。アンセルムスはヘンリー王に対して懐疑的な者たちを説得し、ヘンリーへの忠誠の宗教的意義を強調した。7月20日、ロベール公は予想外にもわずか数百人の兵と共にポーツマスに上陸した。小勢のロベール軍であったが、上陸後に多くのイングランド貴族がロベール公の下に結集した。ロベールは近隣のウィンチェスターに進軍してヘンリーの財宝を押収するといった行動を起こさず、進軍をとめた。これによりヘンリーは西へ進軍し、侵攻軍を迎撃する時間を得た。
両軍はハンプシャー地域の街アルトン で対峙し、和平交渉が始まった。交渉はヘンリーまたはロベールのいずれかの提案により開始され、フランバードも関与したと考えられる。両者はアルトン条約に合意した。それによれば、ロベール公はヘンリー王への臣従の誓いを解き、彼をイングランド王として正式に認め、ヘンリー王がドンフロンを除く西ノルマンディーの領有権を放棄し、ロベールに毎年2,000ポンドの年金を支払うことが取り決められ、いずれかの兄弟が男子継承者を持たずに死去した場合、もう一方がその領地を相続するという相続に関する取り決めもなされ、ロベール公・ヘンリー王の争乱の間に没収された貴族の領地は返還され、フランバードは司教職に復帰し、両者は協力してノルマンディーの領土を防衛するという約定も同時に取り決められた。ロベールはヘンリーと共にイングランドに数か月滞在した後、ノルマンディーへ戻った。
しかし、条約締結後もヘンリーはロベール軍侵攻時に彼に敵対した貴族たちに厳しい処罰を加えた。その一環でウィリアム・ド・ワーレンは、新たな罪を問われ、アルトン条約の恩赦の対象外としてイングランドから追放された。また、1102年にはヘンリーはロベール・ド・ベレームとその兄弟たちに対し反逆の罪を追及し、彼に45件もの罪状を突きつけた。ロベールは逃亡し、武装蜂起した。対してヘンリーは彼の拠点であるアランデル城、ティックヒル城、シュルーズベリー城を包囲し、さらに南西へ進軍してブリッジノースを攻撃した。最終的にロベールは降伏し、ヘンリーの条件を受け入れてノルマンディーへ追放された。

### ノルマンディー征服（1103年–1106年）

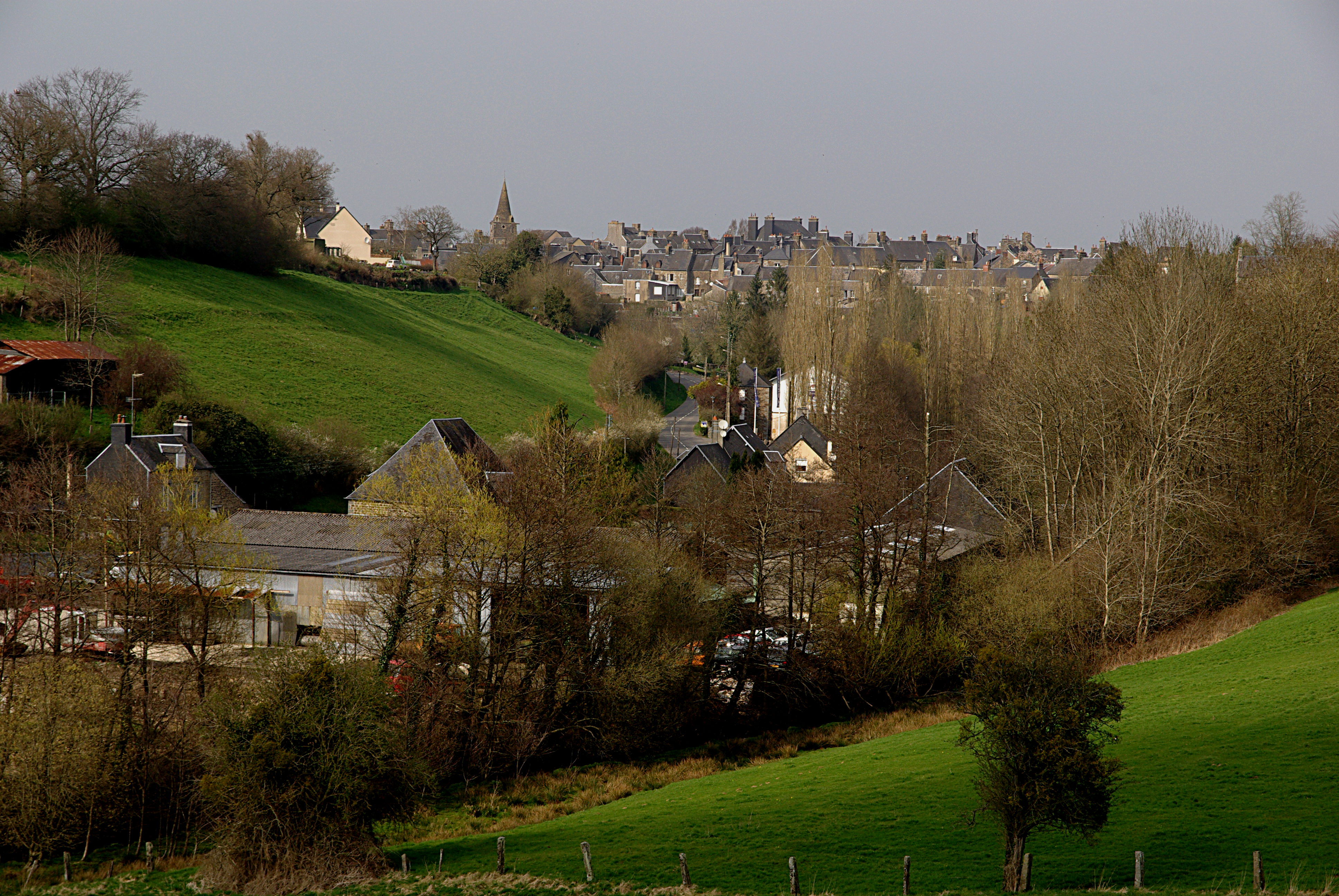
2008年のタンシュブレー村の風景。1106年のタンシュブレーの戦いの古戦場跡

1103年までにヘンリー王はノルマンディーにおける同盟網を強固なものとした。彼は庶子のジュリアン・ド・フォントヴローとマティルダを、それぞれウスタシュ・ド・ブレトイユとペルシュ伯ロトルー3世に嫁がせ、後者の結婚によってノルマンディーの国境地域を自陣営に加えた。ヘンリーは他のノルマン貴族を味方につけるため、ノルマンディー公国内のカギとなる主要諸侯たちに対してイングランドの所領や利益を提供した。一方で、ノルマンディー公ロベールは対立するロベール・ド・ベレームとの戦闘を続けていたが、自身の状況が悪化したことを受けて、1104年には現状を打破するべく彼と正式に同盟を結ばざるを得なくなった。ヘンリーはロベール公が条約の条件に違反したと主張し、ドンフロンに渡ってノルマンディー中の有力貴族と会談し、彼らを味方につけた。彼はロベール公と対面し、敵と結託したと非難した後、イングランドへ戻った。
ノルマンディーの混乱は続き、1105年、ヘンリーは親友のロベール・フィッツハモンと騎士分隊を派遣し、ノルマンディー公ロベールを挑発した。フィッツハモンは捕らえられたが、ヘンリーはこれを侵攻の口実とし、秩序回復を名目に進軍した。彼はノルマンディー国境周辺の伯たちの支持を得て、フランス王フィリップ1世を中立にとどめることに成功した。ヘンリーは西ノルマンディーを占領し、フィッツハモンが囚われていたバイユーへ向けて東進したが、バイユーは降伏せず、結局包囲戦の末に焼き払われた。これに恐れをなしたカーンはヘンリー側に寝返り、カーンを経由してさらに進軍を進め、一定の損害を出しつつもファレーズを制圧した。しかし、その後の戦況は膠着し、ヘンリーはロベール公との和平交渉を開始したが、交渉は成立せず、戦闘はクリスマスまで続いた。そしてヘンリーはクリスマスの時期にイングランドへ戻った。
1106年7月、ヘンリーはロベール公爵軍と決戦を挑むべく、ノルマンディー公国に再侵攻を開始した。ヘンリー軍は初期の戦術的成功を収めた後、南西へ進軍し、タンシュブレー城を包囲した。これを救援するため、ロベール公はロベール・ド・ベレームとともに軍を率いてファレーズから出陣した。両者はいったん交渉を行ったが決裂し、おそらく9月28日に両軍は激突した。両軍の戦闘はロベール公軍の騎兵突撃で始まり、両軍の歩兵と下馬騎士が激しく戦い続けたとされ、戦闘自体は1時間にも及んだ。結果、メーヌ伯エリー1世とブルターニュ公アラン4世が率いるヘンリー軍後衛部隊がロベール公軍の側面を攻撃したことで、ロベール・ド・ベレームの軍勢、次いでロベール公軍の大半が潰走した。ロベール公は捕虜となったが、ロベール・ド・ベレームは逃亡し戦場から逃れた。
ロベール公軍の本隊を打ち破ったヘンリーは、ノルマンディーの残存勢力を掃討し、ロベール公は最後の守備隊に降伏を命じた。その後ヘンリー王はルーアンに入城し、ノルマンディーの法と慣習を再確認した上で有力貴族や市民からの臣従を受けた。タンシュブレーの決戦で捕虜となった下級貴族は釈放されたが、ロベール公と数名の有力貴族は期限なしの監禁生活を強いられた。ロベール公の息子で当時3歳だったギヨーム・クリトンは、ノルマン貴族エリアス・ド・サン＝サーンに引き取られた。ヘンリーはロベール・ド・ベレームと和解し、彼が占領した公領を返還させた上で、宮廷に復帰させた彼には公位を合法的に剥奪する手段がなかったため、当初は「公爵」の称号を避け、イングランド王として動乱の公国を管理しているだけだと強調した。

## 政治体制・宮廷

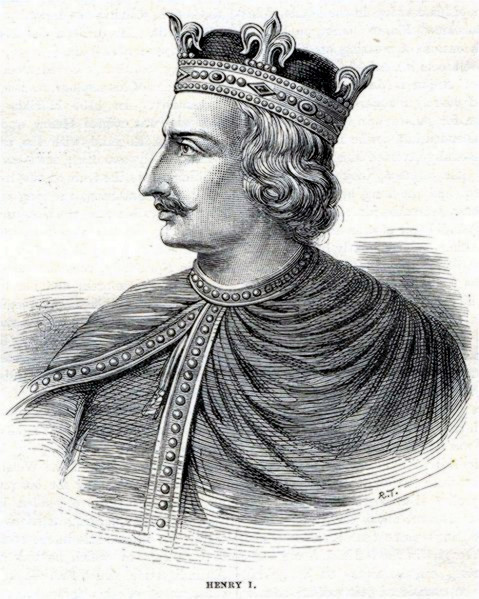
ヘンリー1世

### 政治、法、宮廷
ヘンリーはウィリアム赤顔王からイングランド王国を継承し、ウェールズ・スコットランドに対する宗主権を主張できる立場となった。そして上述の経緯からノルマンディー公国をも手中に収めたが、この公国は国境問題を抱える複雑な地域であった。ヘンリー王の治世中、イングランドとスコットランドの国境は依然として不確定であり、カンブリアを通じてアングロ・ノルマン人の影響力が徐々に北へと拡大していた。しかし、当時のスコットランド王デイヴィッド1世との関係は概ね良好であり、それはヘンリーとデイヴィッド王の姉マティルダとの結婚によるものが大きかった。ウェールズでは、ヘンリーは自らの権力を駆使して先住のウェールズ人諸侯を懐柔しつつ、ノルマン人辺境領主たちの南ウェールズ渓谷地帯への勢力を拡大政策を支援した。ノルマンディーでは、ヘンリーは公爵の家臣団、教会関係者、親族との関係を重視し、さらに国境沿いに重要な城塞群を築きながら統治を進めた。特にノルマンディーの国境に接する伯領との同盟関係は、公国の安定維持にとって重要な案件であった。
ヘンリーはイングランドとノルマンディーの貴族・領主を通じて統治を行い、彼らを巧みに操ることで政治的な影響力を拡大した。12世紀には政治的友好関係（ラテン語でamicitiaと呼ばれていた。）が重要視されており、ヘンリーも広範な関係を築き、必要に応じて派閥間の仲介をしたり、王に忠誠を示した者には報酬を与えるなどした。一方で王に反抗する貴族には厳しい罰を下し、情報・密偵網を駆使して情勢を掌握した。ヘンリーは冷酷で厳格な支配者であったが、当時の基準から見れば極端なものではなかった。時間とともに彼の支配力は強まり、敵対者を排除し、友好関係を深めることで、歴史家ウォーレン・ホリスター が「再編された貴族層」と呼ぶような、王に忠実で依存的な支配階層を形成した。
ヘンリー王の移動宮廷は、いくつかの組織で構成されていた。その中心は王の私的家政機関であるdomus（ドムス）で、これより広範な集団はファミリア・レジス（familia regis）と呼ばれ、宮廷の公式な集まりはキュリア・レジスと呼ばれた。domus はいくつかの部門に分かれ、大法官が率いる宮廷礼拝堂は王室文書を管理し、会計部門は財務を担当し、Master-Marshalと呼ばれる役職の者は宮廷の移動・宿営を担当した。ファミリア・レジス には王の騎馬親衛隊も含まれており、その規模は最大で数百名強に及び、また所属する戦士の社会的出自も多様で、必要に応じてイングランド・ノルマンディーの各地に派遣できるよう編成されていた。ヘンリーは当初、父王の慣例に倣いキュリアで定期的に王冠戴冠式を行っていたが、次第に頻度は減少した。彼の宮廷は豪華絢爛であったとされ、新しい宮殿や城の建設資金を調達し、貴重な贈り物を展示し、王自身のウッドストック宮殿には異国の動物を集めた私設動物園を設けていた。それにもかかわらず、ヘンリーの宮廷は先代の王よりも厳格に統制されていた。宮廷の規律は厳しく、かつてウィリアム2世の時代に見られた近隣村落での略奪行為は厳禁とされた。
また、ヘンリーは王室司法制度の大幅な拡充も主導した。イングランドでは既存のアングロ・サクソン法に基づく司法・地方行政・課税制度を強化し、より中央集権的な政府機関を整備した。ソールズベリー司教ロジャーは1110年頃から王室財務府（イクスチェッカー）の制度を整備し、王の州代官たちが各州（シャイア）で徴収した収入を管理・監査する機関へと発展させた。また、巡回裁判官の制度がヘンリーの治世に始まり、全国を巡回しながら巡回裁判 を運営し、多くの法が正式に記録されるようになった。王室裁判の拡大に伴い、罰金や手数料による収入も増加した。1130年に作成された最初のパイプ・ロールが現存しており、王室の支出が記録されている。ヘンリーは1107年、1108年、1125年に貨幣制度の改革を行い、貨幣の質を低下させた造幣工に厳しい身体刑を科した。ノルマンディーでは1106年の征服後、ヘンリーは法と秩序の回復に努めた。彼はノルマンディーの司法官たちを通じて統治を行い、イングランドの財務府と類似した制度をノルマンディーにも導入した。こうしたノルマンディーの統治機構は、イングランドに比べると発展の速度は遅かったものの、規模と範囲の両面で拡大していった。こうした制度を担った官僚の多くは「新しい人々」と呼ばれ、比較的低い身分から昇進した者たちで、司法や財務の管理に従事していた。
また、国王不在時の行政の最高責任者である最高法官が先述の組織を管轄に置いて行政・財政・司法を担当、国王の長期不在には最高法官と尚書部長官、宝蔵室長官が代理統治する体制を作った。そしてキュリア・レジスに常任裁判官も加え、この組織や王に代わる裁判担当と最高法官の補佐の役目を与え、地方を巡回して王領の経営状況を調査、住民訴訟も扱う巡回裁判も定期化させた。こうした基盤固めに成功したおかげでイングランドは安定、1106年以後治世の半分をノルマンディーで過ごせるようになった。

### 教会との関係

#### 教会と国王

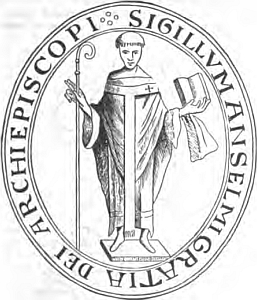
カンタベリー大司教アンセルムスの印章

ヘンリーの統治能力は、イングランドとノルマンディー両地域の行政の中核を担う教会と密接に結びついており、その関係は彼の治世の中で大きく変化した。かつて、ウィリアム征服王はカンタベリー大司教ランフランクスの支援を受けてイングランド教会を改革し、彼を側近かつ助言者とした。しかし、ウィリアム2世の治世ではこの関係が崩壊し、国王と大司教アンセルムは対立してアンセルムス大司教は亡命を余儀なくされた。ヘンリーも教会改革を支持していたが、イングランドでの統治を開始するとすぐに、叙任権闘争に巻き込まれた。
この聖職叙任権論争は、新たに任命された司教に対して誰が杖と指輪を授けるかに関するものであった。本来、これは国王の役割であり、王権の象徴的な行為であった。しかし、1099年、ローマ教皇ウルバヌス2世はこの慣習を非難し、この権限は教皇のみに属すると宣言した。また、聖職者は世俗の支配者に忠誠を誓うべきではないとも述べた。1100年、亡命先から帰国したアンセルムスは、この決定に従うとヘンリーに伝えた。ヘンリーは困難な立場に置かれた。この象徴的行為並びに忠誠の誓いは王権にとって重要であったが、他方で兄ロベール公との戦いにおいてアンセルムスの支持が必要であった。
アンセルムは教皇勅書の内容を厳格に遵守し、ヘンリーが将来的な妥協を示唆して説得しようとしても譲歩しなかった。そして事態は悪化し、アンセルムスは再び亡命し、ヘンリーは彼の領地とその収益を没収した。アンセルムは破門を警告し、1105年7月、両者は最終的に妥協案を交渉し、1107年にはロンドン協約を基に両社は合意を締結した。この合意では、聖職者の世俗的権限と教会的権限を区別し、ヘンリーは聖職者への叙任権を放棄する一方で、彼らがイングランドの土地（en:temporalities）を保有するにあたり、王に忠誠を誓う慣習を維持することが取り決められた。こうした対立にもかかわらず、両者は協力して1101年のロベール公のイングランド侵攻に対処し、1102年と1108年には大規模な教会改革会議を開催した。
アンセルムスの後任であるラルフ・デスキュールの時代には、カンタベリー大司教とヨーク大司教の間の長年の対立が再燃した。カンタベリーは伝統的に優位であり、ヨークの大司教がカンタベリー大司教に従うべきだと主張したが、ヨーク側は両者が独立した存在であるとしてこれを拒否した。ヘンリーはイングランドの教会制度を統一的に管理するためカンタベリーを支持したが、教皇はヨークの主張を支持した。ヘンリーはヨーク大司教タースタンと個人的な友好関係を持っており、また、この問題が教皇庁の裁判所へ持ち込まれることを避けたかった。しかし、フランス王ルイ6世との対立で教皇の支援が必要であったため、1119年にランス公会議へのタースタンの出席を許可した。そこで彼はカンタベリーに対する従属の言及されることなく、教皇によって叙階された。しかし、ヘンリーはこの行為がタースタンと以前に結んだ約束に反すると考え、彼をイングランドから追放したが、翌年、王と大司教の間で和解が成立した。
叙任権闘争が終結した後も、ヘンリーはイングランドとノルマンディーの司教・大司教の任命に重要な影響力を持ち続けた。彼は王室の官僚を司教職に任命することが多く、歴史家マーティン・ブレット は「ヘンリーの官僚たちの中には、ほぼ確実に司教位（ミトラ）を手にすることができたものもいる」と述べている。ヘンリーの大法官や王妃の側近たちは、ダラム、ヘレフォード、ロンドン、リンカン、ウィンチェスター、ソールズベリーの司教となった。ヘンリーは、かつてのカンタベリー大司教を側近の中心とする統治体制から転換し、ソールズベリー司教ロジャーを筆頭として幅広い聖職者を側近とした。これにより統治機構は強化され、王権は大評議会を通じて重要な政策を慎重に決定する体制が構築された。しかし、1125年以降、ヘンリーは改革派の聖職者を多く含むより多様な人物を教会組織の高官として積極的に登用するようになり、これらの人々の影響は彼の死後に顕著になっていった。

#### 個人的信仰と敬虔さ

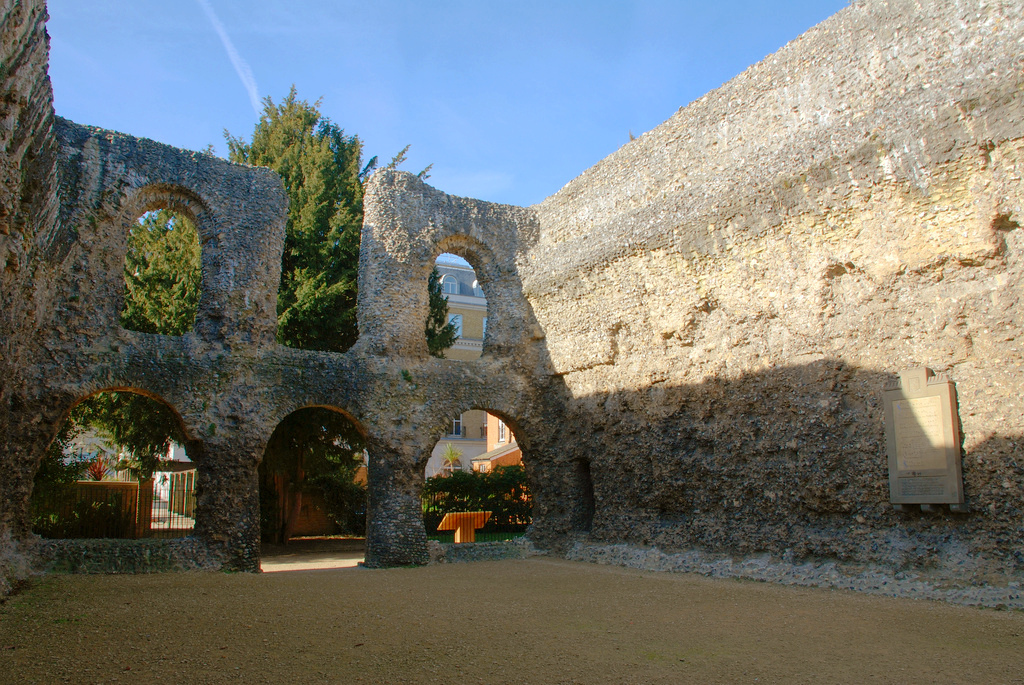
レディング大修道院に残る参事会集会場の跡地

他の同時代の統治者と同様に、ヘンリーは教会への寄進を行い、複数の宗教共同体を庇護したが、当時の年代記作者たちは彼を特筆すべき敬虔な王とは評価していない。彼の宗教観および信仰心は、生涯を通じて変化した可能性があり、特に晩年において霊的関心を深めたと考えられる。そしてこの転換が生じた時期として、1120年に息子ウィリアム・アデリンを失ったこと、さらには1129年に娘の婚姻が崩壊の危機に瀕したことが、大きな契機となった可能性が指摘される
。
また、宗教改革の推進者としてヘンリーは教会内の改革派グループに対して多大な支援を行った。特にクリュニー修道会を積極的に支持しており、その動機は知的関心によるものと考えられる。彼はクリュニー修道院自体に寄進を行い、1120年以降はクリュニー修道会系のレディング大修道院にも惜しみなく資金を提供した。同修道院の建設は1121年に開始され、ヘンリーは豊かな土地と広範な特権を与え、これを自身の王朝の象徴とした。さらに、聖職者の共同体をアウグスティノ会正則参事会員へと転換すること、癩病院の設立、女子修道院の拡充、サヴィニアック会（en:Congregation of Savigny）やティロン会（en:Tironensian Order）といったカリスマ派修道会の支援にも注力した。また、ヘンリーは聖遺物の収集にも熱心であり、1118年にはビザンツ帝国の遺物を収集するためにコンスタンティノープルへ使節団を派遣し、その一部をレディング修道院へ寄贈した。

## 晩年の統治 （1107年–1135年）

### 大陸およびウェールズの政治（1108–1114年）
1108年以降、ノルマンディーはフランス王国、アンジュー伯国、フランドルの脅威にさらされるようになった。1108年、フランス王位を継いだルイ6世はフランス王権の再強化を図り、ノルマンディーの統治者でもあるヘンリーに対し臣従の誓いを求めるとともに、ノルマンディー国境沿いの係争中の2つの城を中立的な城主の管理下に置くよう要求した。ヘンリーはこれを拒否し、ルイは軍を動員して圧力をかけた。両者は激しい議論の末に休戦に合意し、戦闘を交えずに撤退したが、根本的な対立は解決されなかった。1109年、アンジューではフルク5世が実権を握り、アンジュー伯の権威を再建し始めた。彼はメーヌ伯国を相続したが、ヘンリー王の封臣であることを認めず、代わりにルイ王と同盟を結んだ。また、フランドル伯ロベール2世も一時的にこの同盟に加わったが、1111年に死去した。

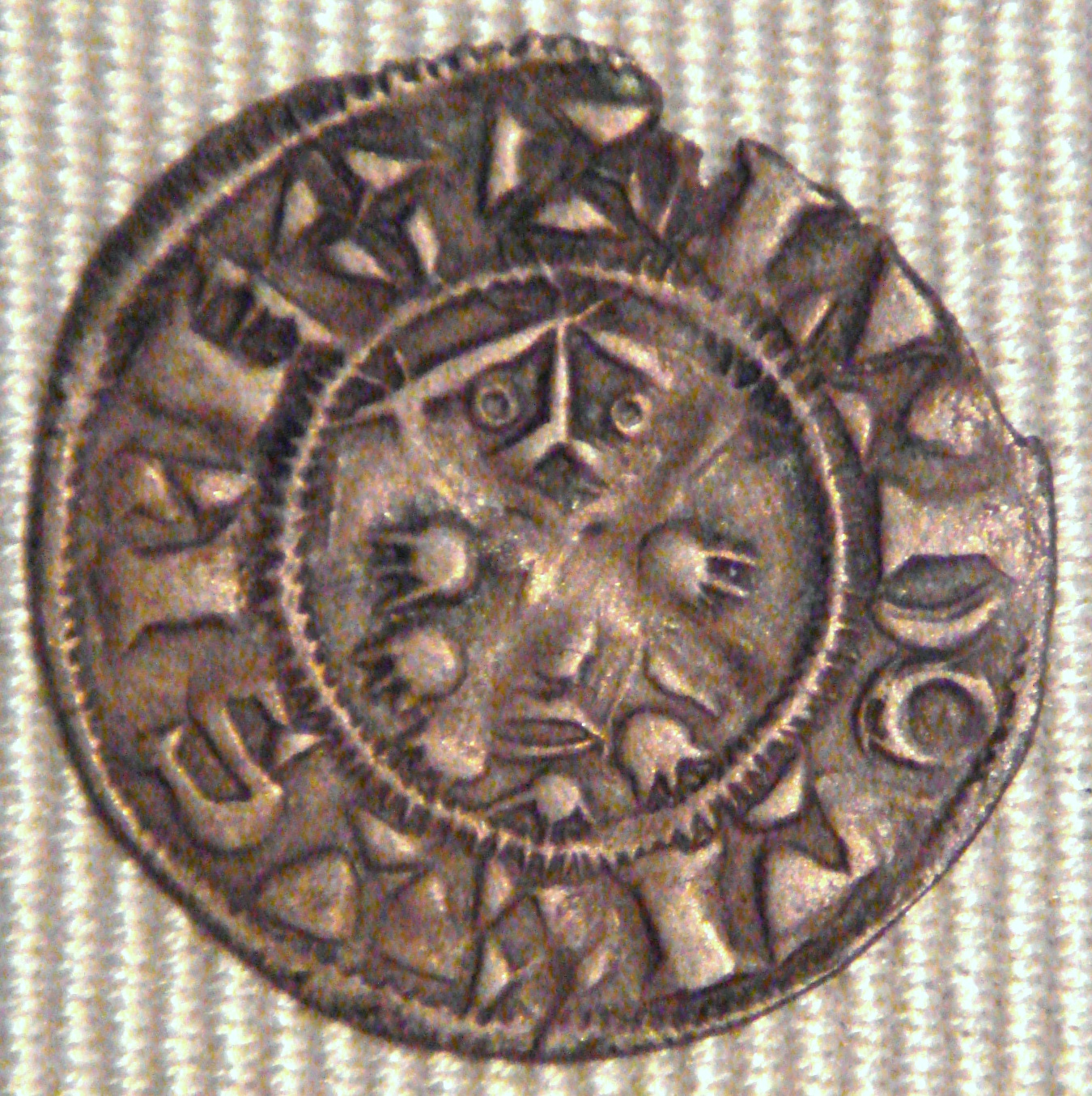
ヘンリー王と対立したフランス王ルイ6世のドゥニエ硬貨

同じ1108年、ヘンリーは6歳の娘マティルダを神聖ローマ皇帝となるハインリヒ5世と婚約させた。ヘンリーにとってこれは名誉ある縁組であり、ヘンリー5世にとっては、イタリア遠征の資金を得る手段となった。彼はイングランドとノルマンディーから6,666ポンドの持参金を受け取ることになっていたが、この資金の調達は困難を伴い、イングランドでは特別な「援助税（aid）」を課す必要があった。マティルダは1110年にドイツ女王として戴冠された。
フランスとアンジューの脅威に対抗するため、ヘンリーはノルマンディー国境を越えた支援諸侯のネットワークを拡大した。不信感を持たれたノルマン貴族は逮捕または所領を没収され、その土地は近隣の有力者への賄賂として活用されたとされ、特にメーヌ伯領地域では特に顕著であった。1110年頃、ヘンリーはロベール短袴公の息子ギヨーム・クリトンの逮捕を試みたが、彼の後見人エリー伯が素早く彼をフランドルへ避難させたため、捕らえることはできなかった。この頃、ヘンリーは自らを「ノルマンディー公」と称するようになったと考えられている。1112年には、ヘンリーに対して再び反抗的な態度を取ったロベール・ド・ベレームが、フランス王国の使節としてヘンリーの宮廷に現れたが、即座に逮捕され投獄された。
1111年から1113年にかけて、フランスとアンジューでは反乱が相次いだ。ヘンリーはノルマンディーへ渡り、ルイ王に対する反乱側に付いた甥のシャンパーニュ伯ティボー2世を支援した。ヘンリーはルイを外交的に孤立させるため、息子ウィリアム・アデリンをフルクの娘マティルダ・ダンジューと婚約させ、さらに庶子のマティルダ・フィッツロイをブルターニュ公コナン3世に嫁がせ、アンジュー・ブルターニュとそれぞれ同盟を締結した。こうしてヘンリー王側がアンジューとブルターニュの両方と同盟関係を築いたことで、ルイは譲歩を余儀なくされ、1113年3月、ジゾール近郊でヘンリーと会談し、和平協定を締結した。これにより、係争中の城砦はヘンリーのものとされ、メーヌ、ベレーム、ブルターニュにおけるヘンリーの宗主権が正式に認められた。
一方で、ウェールズの情勢は悪化していた。ヘンリーは1108年に南ウェールズで軍事作戦を実施し、王権を拡大するとともに、ペンブルック周辺をフランドル諸侯とともに植民地として開拓した。しかし1114年には、現地のノルマン貴族が攻撃を受けるようになった。また同じ頃のウェールズ中部地方では、ポウィス侯オワイン・アプ・カドワガンが人質としていた者の目を潰し、北ウェールズではグウィネド王グリフィズ・アプ・キナンがチェスター伯の権力に対する脅威となっていた。ヘンリーは同年、三方からウェールズへ軍を進めた。南方からはギルバート・フィッツリチャード率いる軍勢が進軍し、北からはスコットランド王アレグザンダーが攻勢をかけ、ヘンリー自身もミッドウェールズへ進軍した。これに対し、オワインとグリフィズは和平を申し出、ヘンリーは妥協的な政治決着を受け入れた。その後、ヘンリーはウェールズ辺境地帯を自身の任命した人物で固め、国境地域の統制を強化した。

### 反乱（1115–1120年）

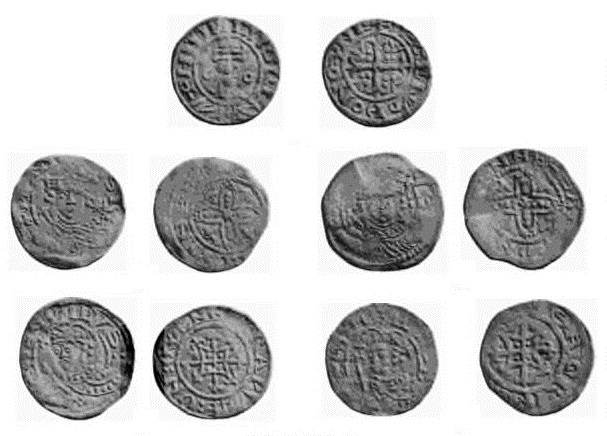
オックスフォードの造幣局で鋳造されたとされるヘンリー1世の時代のペニー銀貨

息子に対する爵位継承の安定を図るため、ヘンリー1世はフランス王ルイ6世に対し、息子ウィリアム・アデリンがルイ王に対して忠誠を誓う代わりに、ウィリアムを正統なノルマンディー公として承認するよう説得を試みた。1115年、ヘンリーはノルマンディーへ渡り、ノルマン貴族を集めて忠誠を誓わせるとともにルイとの交渉を進めた。交渉はほぼ成立し、ウィリアムの公位継承権を認める代わりに多額の金銭を支払うことで合意に達する寸前であった。しかし、ルイはフランドル伯ボードゥアンの支援を受け、ギヨーム・クリトンこそがノルマンディーの正統な後継者であると宣言した。
交渉が決裂したヘンリーは軍を率いてノルマンディーに戻り、ルイに攻撃されていたティボー2世を支援したことにより、両者間で戦争が勃発した 。ヘンリーとルイは国境沿いの町を互いに襲撃し、1116年頃には戦闘がさらに拡大したと考えられる。フランス軍、フランドル軍、アンジュー軍がノルマンディーの田園地帯を略奪したことを受け、ヘンリーは防戦一方に追い込まれた。モンフォール＝ラモーリー領主アモーリー3世・ド・モンフォールをはじめとする多くの貴族がヘンリーに反旗を翻し、彼の宮廷内部でも暗殺計画が企てられた。1118年初頭、ヘンリーの妻マティルダが死去したが、ノルマンディー情勢は緊迫しており、ヘンリーはイングランドへ戻って葬儀に参列することができなかった。
ヘンリーは反乱貴族に対する軍事作戦を開始し、ティボーとの同盟をさらに強化した。同年9月、フランドル伯ボードゥアンが戦闘で負傷し、その後死亡したことで、北東からの圧力は和らいだ。ヘンリーはアランソン民衆の反乱を鎮圧しようとしたが、フルク率いるアンジュー軍に敗北した。アランソンからの撤退を余儀なくされると、ヘンリーの状況は急速に悪化し、財政的にも厳しくなったことで、さらなる貴族の離反を招いた。1119年初頭には、ブレトイユ伯ウスタシュとヘンリーの娘ジュリアナが貴族の反乱に加わる意向を示した。戦闘を避けるため人質が交換されたが、交渉は決裂し、両陣営が捕虜に危害を加えるという残虐行為に及んだ。ヘンリーはブレトイユを攻撃・制圧したが、この際、娘のジュリアナにクロスボウで殺害されかけるという事件が起きた。その後、ヘンリーはウスタシュとジュリアナが有するほぼすべてのノルマンディー内の領土を剥奪した。
1119年5月、ヘンリーはついにウィリアム・アデリンとフルクの娘マティルダの婚約をフルク伯に承認させることに成功し、フルクに多額の金銭を支払うことで、彼を自陣営に引き入れた。フルクはレヴァントへ十字軍遠征に向かい、メーヌ伯領をヘンリーの管理下に残したことで、ヘンリーは残る敵対勢力の掃討に集中することができるようになった。同年夏、ヘンリーはノルマン・ヴェクサンへ進軍し、そこでルイ王率いるフランス軍と衝突、両軍間で戦闘が勃発した。この戦いでは、ヘンリーは偵察を行った後、下馬させた騎士を慎重に編成した歩兵戦列を構成させた。ヘンリー軍とは対照的に、ルイ王は騎士を騎乗させたままイングランド軍に突撃させ、イングランド軍第一線の防衛を突破したが、第二線で混乱し、次第に包囲されていった。やがてフランス軍は総崩れとなった。混戦の最中、ヘンリーは敵兵より剣の一撃を受けたが、鎧のおかげで傷を負うことなく難を逃れた。ルイ王とギヨーム・クリトンは戦場から離脱し、勝利を収めたヘンリーはルーアンへ凱旋した。
この戦いの後、戦争は次第に沈静化し、ルイはノルマンディーでの問題をローマ教皇カリストゥス2世が同年9月にランスで開催した評議会に持ち込んで解決を図った。ノルマンディーの獲得および統治に関するフランス側の抗議を受けたヘンリー王は、ルーアン大司教ジョフロワ・ブリトらの弁護を受けたもののその甲斐無く、ヘンリー側の主張はフランス支持派の圧力によって打ち負かされた。しかし、ローマ教皇カリストゥス2世はルイ王への支持も明言せず、両者に和平を勧告するにとどまった。その後、モンフォール・ド・アモーリーはヘンリー王と和解したが、ヘンリー王とギヨーム・クリトンとの間では妥協点を見出せなかった。最終的に1120年6月、ヘンリーとルイは和平条約を締結し、ヘンリーに有利な条件が提示された。ウィリアム・アデリンはルイに臣従の誓いを立て、ルイはウィリアムのノルマンディー公位継承権を正式に認めることとなった。

### 後継者を巡る悲劇　1120年 – 1124年

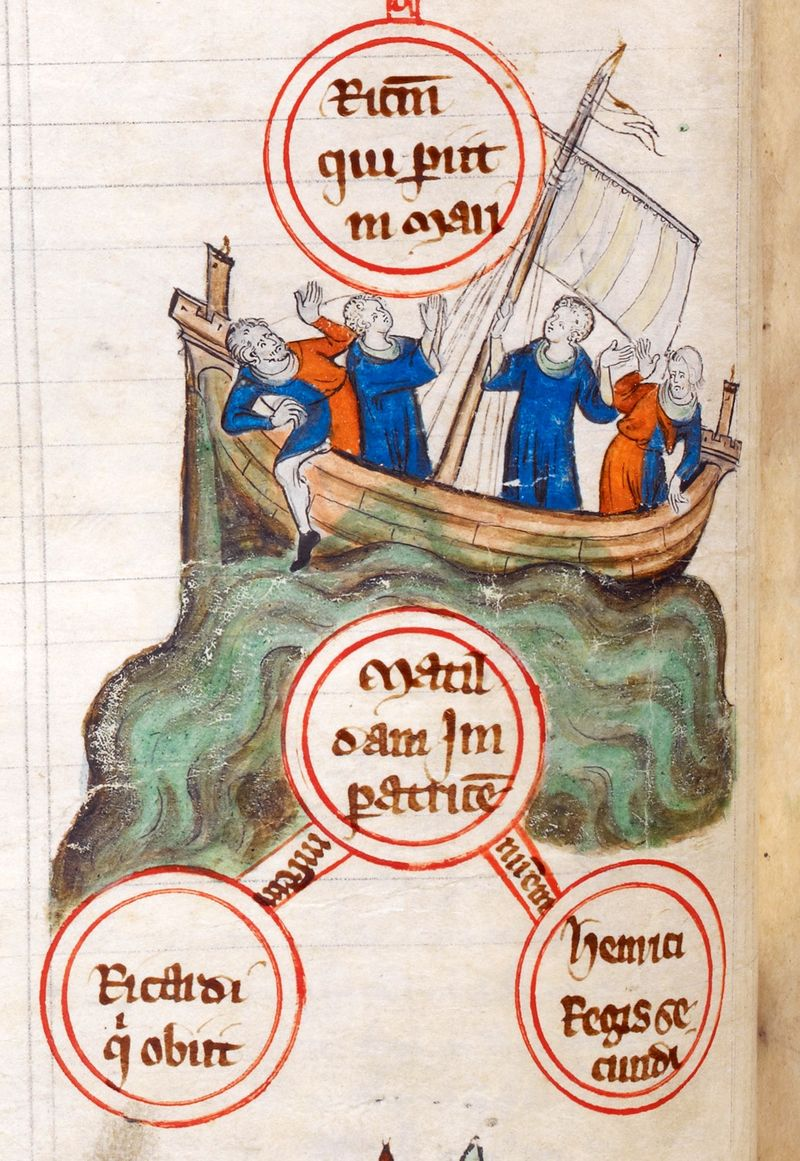
1120年11月25日にバルフルール港で沈没するホワイトシップ号を描いた14世紀初頭の挿絵

1120年11月25日、フランス沿岸で発生したホワイトシップ号沈没事件によってイングランド王位継承問題は大混乱に陥った。ヘンリー王自身は夕方早くにバルフルールの港を出発し、息子のウィリアム・アデリンや宮廷の若い貴族たちは、別の船「ホワイトシップ」で夜に出航することになっていた。しかし、乗員も乗客も酔っており、港のすぐ外で船は水中の岩に衝突した。ヘンリー王の後継者たちを乗せたホワイトシップ号は沈没し、乗員約300人が死亡した。唯一の生存者はルーアンの肉屋であった。ヘンリー王の宮廷は当初、ウィリアム王子の死を王に報告することを恐れていたという。ついに王子溺死の報告を受けたヘンリーは、深い悲しみに打ちひしがれた。
この惨事により、ヘンリーには嫡出子がいなくなり、王位に最も近しい男性王族はヘンリー王の甥たちとなった。ヘンリーは新たな嫡出子をもうけるべく、アデライザ・オブ・ルーヴァンとの結婚を取り決め、2人は1121年1月にウィンザー城で結婚した。アデライザは顔の整った高貴な出自であったことからヘンリーが彼女を後妻に選んだとみられる。一方のアデライザもヘンリーに好意を持ち、常に彼に随行した。これは彼女が王の子を妊娠する可能性を高めるためだったと考えられる。ホワイトシップ号遭難事故はウェールズでの新たな紛争の原因にもなった。遭難事故にチェスター伯リチャード・ダヴランシュも巻き込まれていたためである。彼の溺死により、マレドゥッド・アプ・ブレズィンによる反乱が勃発したのである。 ヘンリーは同年夏に北ウェールズへ軍を派遣し、彼自身も矢傷を負いながらも、王権の支配を再び強固なものとした。
ヘンリーとアンジュー伯フルク5世の同盟関係は、ヘンリーの息子ウィリアムがフルクの娘マティルダ・ダンジューと結婚することで成立していたが、崩壊し始めた。レバントでの十字軍遠征から戻ったフルクは、ヘンリーに対してマティルダと彼女の持参金であるメーヌの領地や要塞を返還するよう要求したのである。マティルダはアンジューに里帰りしたが、ヘンリーは持参金の土地は元々自分のものであるため、フルクの手に渡るべきではないと主張して返還を拒否した。これに対し、フルク伯は娘のシビーユ・ダンジューをギヨーム・クリトンと結婚させ、彼にメーヌを与えた。これにより、1123年にはアモーリー3世・ド・モンフォールがフルクと同盟し、ノルマンディー・アンジューの国境で反乱を起こした。彼は多くのノルマン貴族と共に戦い、その中にはヘンリーの旧盟友ロバート・ド・ボーモンの息子、ウォレラン・ド・ボーモンもいたという。
ヘンリーはグロスター伯ロバートとラヌルフ・ル・メシンをノルマンディーに派遣し、1123年末には自らも参戦した。彼は反乱軍の城を包囲し、ノルマンディーで冬を越した。1124年春、戦闘が再開され、ブルグテルルドの戦いが勃発した。戦いはルーアン近郊で行われ、ベルネー城代ボルランが王軍を指揮した。彼は反乱軍がボーモン＝ル＝ロジェの拠点を離れ、ブロトンヌ橋の森を通過するとの情報を得て、反乱軍が森を通過する際に待ち伏せ攻撃を仕掛けた。ウォレランはイングランド王軍に突撃を仕掛けたが、彼の騎士たちはオドの弓兵によって撃ち倒され、反乱軍はすぐに壊滅した。結果、ウォレランは捕らえられたが、アモーリーは逃亡した。ヘンリーは残りの反乱軍を鎮圧し、指導者の一部を失明させたが、これは当時、処刑よりも慈悲深い処罰と見なされていた。また、ヘンリーは多額の金を支払い、ローマ教皇カリストゥス2世にギヨーム・クリトンとシビラの結婚を近親婚の理由で無効にするよう要請したという。

### 後継者を求めて 1125年 - 1134年
ヘンリーとアデライザの間には子供が生まれず、その理由について様々な憶測が飛び交った。その結果、王朝の将来は危機に瀕しているように見えた。そこでヘンリーは甥たちの中から後継者を探し始めたと考えられている。彼は甥のブロワ伯スティーブンを候補と考えたかもしれず、裕福な相続人であるマティルド・ド・ブローニュとの結婚を手配したのはその準備であったのかもしれない。彼の側近であったブロワ伯ティボー4世も、ヘンリーの後継者候補として好意的に見られていると感じていた可能性がある。一方で、フランス王ルイ6世が推す候補であるギヨーム・クリトンはヘンリーに対抗する立場を取り続けており、後継者としては不適格とみなされていた。さらに、ヘンリーは自らの庶子であるグロスター伯ロバートを後継者として考慮した可能性もあるが、イングランドの伝統と慣習では庶子の王位継承は容認されなかった。
1125年、ヘンリーの娘である神聖ローマ皇后マティルダの夫、神聖ローマ皇帝ハインリヒ5世が死去すると、ヘンリーの後継計画は変化した。翌年、ヘンリー王は娘マティルダをイングランドに呼び戻し、自身が男子をもうけずに死んだ場合には、彼女を正当な後継者とすることを宣言したのである。1126年のクリスマス、ウェストミンスター寺院に集められたアングロ・ノルマン人貴族たちは、マティルダと彼女が将来産むであろう正当な後継者が王位を継承する旨を認める誓いを立てた。しかし、女性を後継者として指名するのは異例のことであり、宮廷内には依然としてマティルダに対する反対意見があった。フランス王ルイ6世も彼女の王位継承に激しく反対した。
1127年、新たな争いが勃発した。フランドル伯シャルル1世が暗殺され、彼には子供がいなかったことからフランドルで後継者問題が発生したのである。結局、ルイ6世の支持を受けたギヨーム・クリトンがフランドルの新たな統治者に選ばれた。これはノルマンディーに対する潜在的な脅威となり、ヘンリーはギヨーム伯のフランドルにおける対立勢力を支援する形で代理戦争を開始した。また、ヘンリー王はフランス王とギヨーム伯の同盟を妨害するために1128年にフランスへ侵攻し、ルイ6世にウィリアムへの支援を打ち切らせることに成功した。そして7月、ギヨーム伯が急死したことでヘンリー王の統治を脅かす主要な敵は消え、フランドルでの戦争は終結した。これにより、ノルマンディーの反乱貴族は指導者を失い、イングランドとフランスとの間で和平が成立した。ヘンリーは1123年の反乱の際に捕らえていた残りの囚人を釈放し、その中には後に宮廷に復帰することとなるウスター伯ウォレランも含まれていた。
一方、ヘンリーはアンジュー伯フルク5世の長男ジョフロワに娘マティルダを嫁がせることで再び同盟を締結した。2人は1127年に婚約し、翌年結婚した。ヘンリー王はこの結婚において、ジョフロワに将来的なイングランド・ノルマンディーの継承権を与えるつもりだったのかは不明であり、また意図的に娘婿ジョフロワの立場を不確実なものにしていた可能性が高い。同様に、マティルダには持参金としてノルマンディーの複数の城が与えられていたが、マティルダ・ジョフロワ夫妻がそれらを実際にいつから所有・統治を開始するかに、明確な取り決めがなされていなかった。。1129年、フルク伯はアンジューを去り、エルサレムへ向かった。この際、息子のジョフロワをアンジュー伯およびメーヌの統治者として宣言した。しかし、ジョフロワとマティルダの結婚生活は上手くは行かなかった。2人は特にお互いを好んでいたわけではなく、さらに持参金として与えられた城の扱いが争点となり、結果としてマティルダは同年のうちにノルマンディーへ戻ってしまった。ヘンリー王は、この別居の原因はジョフロワに責任があると考えていたようだが、最終的に1131年に2人は和解したその後、2人の間には1133年にアンリ、1134年にジョフロワが誕生し、ヘンリーにとって大きな安堵となった。

## 王の死

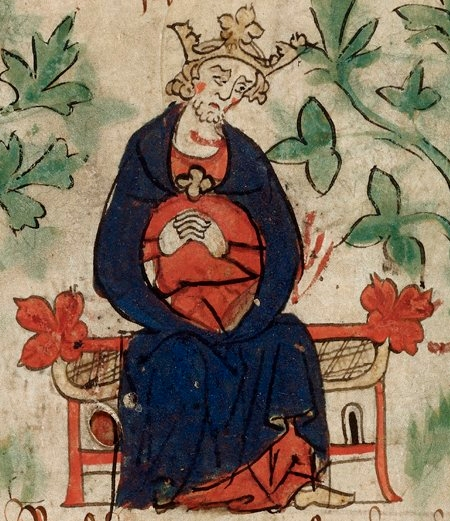
息子の死を嘆くヘンリー王を描いた14世紀の挿絵

ヘンリー、マティルダ、ジョフロワの関係は、ヘンリーの晩年にかけて次第に緊迫したものとなった。マティルダとジョフロワは、イングランド国内で十分な支持を得られていないのではないかと疑念を抱いていた。そして1135年、2人はヘンリー王に対し、彼が存命中にノルマンディーの王城をマティルダに引き渡し、さらにノルマンディーの貴族たちに直ちにマティルダへの忠誠を誓わせるよう求めた。これは、ヘンリーの死後に2人の立場をより強固なものとする狙いがあった。しかし、ヘンリーは激怒してこの要求を拒否した。おそらく、ジョフロワがノルマンディーで権力を掌握しようとするのを警戒していたのだろう。その後、ノルマンディー南部の貴族たちの間で新たな反乱が勃発し、ポンテュー伯ギヨーム3世がその指導者となった。これに対し、ジョフロワとマティルダは反乱軍を支援して介入した。
ギヨーム伯の反乱を受けて、ヘンリーは秋の間にノルマンディー南部の国境を強化しながら軍事行動を続け、11月には狩猟のためにリヨン＝ラ＝フォレへ向かった。その時点ではまだ健康そうに見えた国王であったが、当地で王は体調を崩した。年代記作家ヘンリー・オブ・ハンティングドンによれば、ヘンリーは医師の忠告に反してヤツメウナギを過剰に食べたという。彼の容体は1週間のうちにみるみる悪化していった。病状が回復不能と判断されたヘンリー王は告解を行い、ルーアン大司教ユーグ・ダミアンを召喚した。ヘンリー王の元に向かうユーグ大司教にはグラスター伯ロバートや宮廷の他の有力者たちも同行した 。また、ヘンリーは当時の監修に従い、未払いの負債の清算や没収処分を受けていた者たちへの赦免の準備が進められた。1135年12月1日、ヘンリー王は崩御した。王の遺体は貴族たちに伴われてルーアンへ運ばれ、防腐処理が施された。彼の内臓はルーアン近郊のノートル＝ダム・デュ・プレ修道院に埋葬され、保存処理を施された遺体はイングランドへ送られた。そして、レディング修道院に埋葬された。
ヘンリーの努力にもかかわらず、王位継承はスムーズに進まなかった。国王の死の知らせが広まり始めた際、ジョフロワ伯とマティルダ妃はアンジューに留まりイングランド軍に対する反乱軍を支援していた。その軍中には、グロスター伯ロバートをはじめとするマティルダ支持者が多数含まれていた。しかし、多くのノルマンディーの貴族たちは、亡きヘンリー王の遺体が正式に埋葬されるまでノルマンディーを離れないという誓いを立てていたため、イングランドへ戻ることができなかった。その間、ノルマン貴族たちはブロワ伯ティボー4世をイングランド王に擁立する案について議論を交わしていた。そんな中、ティボー伯の弟エティエンヌがすばやくブローニュからイングランドへ渡り、自らの軍勢を率いて王位獲得を目指す行動を起こした。そこで、ノーフォーク伯ヒュー・ビゴッドから「ヘンリー王が死の床で貴族たちをマティルダへの忠誠の誓いから解放した」という疑わしい証言を得て、また兄アンリ・ド・ブロワの助けを借りることでイングランドの王権の掌握に成功し、12月22日にイングランド王スティーブンとして戴冠した。しかし、マティルダはイングランドとノルマンディーの継承を諦めなかった。彼女はまずローマ教皇に対し、スティーヴンの戴冠を認めた決定に異議を申し立てた。 その後、彼女はイングランドへ侵攻し、1135年から1153年にかけて続く長期の内戦、いわゆる無政府時代を引き起こした。

### 歴史記述

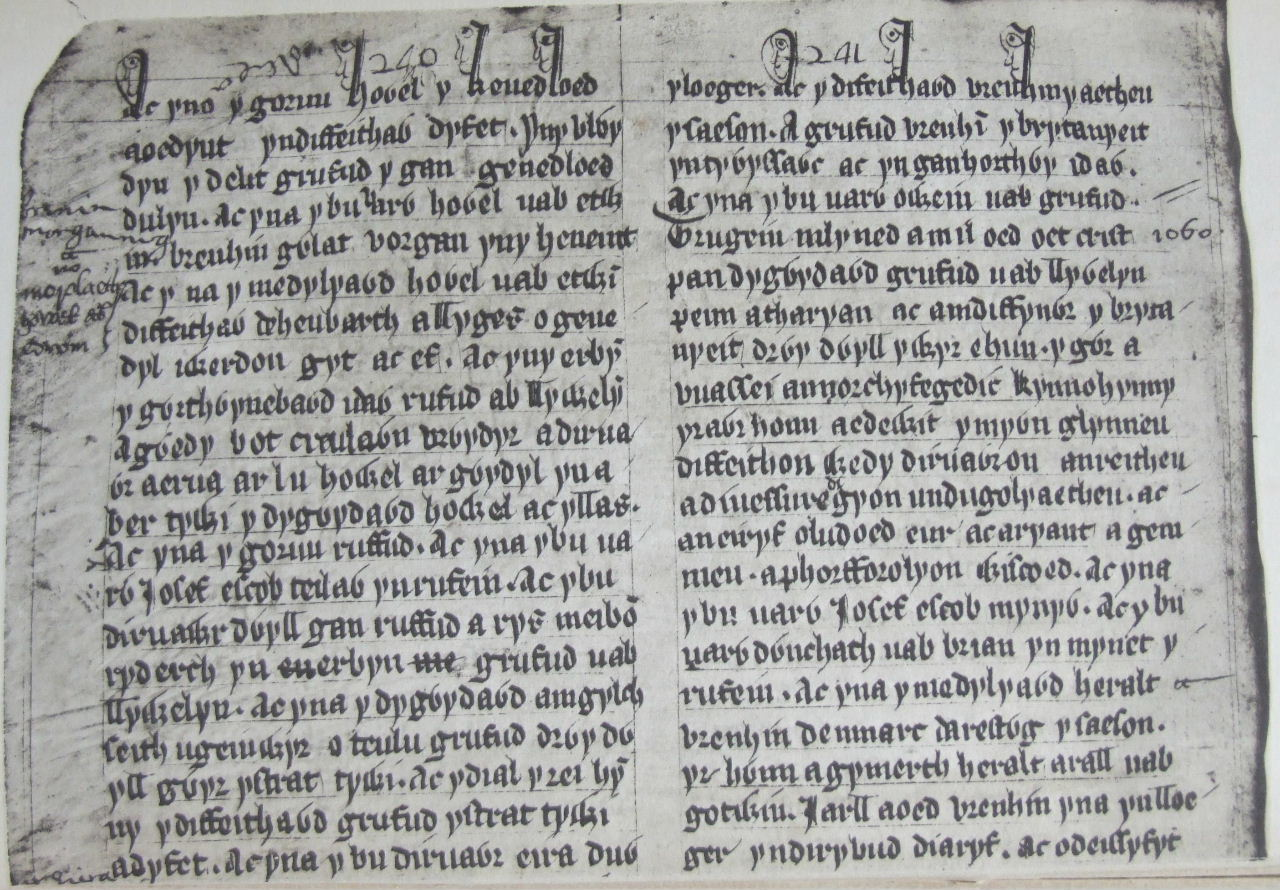
ヘンリーの治世に関する年代記の一つであるウェールズのBrut y Tywysogionの一部

多くの歴史家はヘンリー王についてさまざまな資料を用いて研究を行っている。それには、年代記作家の記録、初期のパイプ・ロールなどの文書資料、そして現存する建築物が含まれる。ヘンリーの生涯を記した主要な3人の年代記作家は、マームズベリのウィリアム、オルデリック・ヴィターリス、そしてヘンリー・オブ・ハンティングトンである。しかし、彼らはそれぞれ、社会的・道徳的な評論を豊富に織り交ぜながら記述しており、他の流行していた文学作品から様々な修辞技法や定型的な出来事を借用している。その他の年代記作家としては、エドマー、聖歌隊長ヒュー 、シュジェール修道士、そしてウェールズのウェールズ諸侯たちの年代記の作者らが挙げられる。また、この時代の王室文書はすべてが現存しているわけではないが、いくつかの王令、勅許状、令状、書簡、さらには初期の財務記録が残されている。しかし、これらの中には後に偽造であることが判明したものもあり、また、一部の文書は後の時代に改ざんされた形跡があることが確認されている。
後期中世の歴史家たちは、ヘンリーの教育に関する特定の年代記作家の記述に注目し、彼に「ボークレール（Beauclerc、碩学）」の称号を与えた。このテーマは、ヴィクトリア朝およびエドワード朝の歴史家であるフランシス・ポールグレイブやヘンリー・ウィリアム・カーリス・デイヴィスによる分析にも反映されている。しかし、歴史家チャールズ・デイヴィッドは1929年にこの主張を退け、ヘンリーの教育に関する極端な主張には根拠がないことを示した。ヘンリーに関する近代的な歴史研究は、1960年代初頭にリチャード・サザンの研究から始まり、その後20世紀を通じて、イングランドでの統治に関する多様なテーマに関する大規模な研究が行われた。一方で、ノルマンディー統治に関する研究は比較的少なかった。ヘンリーに関する主要な近代的伝記は、C・ウォーレン・ホリスターによる2001年の死後出版された著作と、ジュディス・グリーンによる2006年の研究の2冊のみである。 
歴史家によるヘンリーの人物像の解釈は時代とともに変化している。初期の歴史家であるオースティン・プールやリチャード・サザンは、ヘンリーを冷酷で厳格な支配者と見なしていた。一方、近年の歴史家であるホリスターやグリーンは、彼の司法制度の施行をより共感的に評価しており、当時の基準と比較すれば公正であったと見なしている。しかし、グリーン自身もヘンリーを「多くの点で非常に不快な人物」と評しており、アラン・クーパーは、当時の年代記作家の多くが恐れのあまりヘンリーに対する批判を控えていた可能性を指摘している。また、歴史家の間では、ヘンリーの行政改革が本当にホリスターやジョン・ボールドウィンが「行政的王権（administrative kingship）」と呼ぶ体系的なものだったのか、それとも依然として伝統的な統治観に基づいていたのかについて議論が続いている。
ヘンリーの埋葬地であるレディング修道院には、現在記念の十字架と銘板が設置されている。しかし、レディング修道院は16世紀の修道院解散の際に徐々に取り壊された。墓の正確な場所は不明だが、最も可能性の高い場所は現在のレディング中心部にある旧修道院の聖歌隊席の跡地と考えられている。2015年3月、イングリッシュ・ヘリテッジと、リチャード3世の発掘とリチャード3世の再埋葬事業（en:exhumation of Richard III）を支援したフィリッパ・ラングレーの協力のもと、ヘンリー1世の遺骨を探す計画が発表された。

## 家族と子女
ヘンリー王には多数の子供達がいた。以下に嫡出子、非嫡出子、男子、女子に分けて列挙する。

### 嫡出子
ヘンリー王とマティルダ王妃の間には2人の嫡出子がいた。2人に加えて、リチャードという名の早死にした息子がいた可能性もある。2人目の王妃アデライザとの間に嫡出子はいない。
- マティルダ
  - 神聖ローマ皇帝ハインリヒ5世と結婚。ハインリヒ5世の死後はアンジュー伯ジョフロワと再婚。
- ウィリアム・アデリン
  - ヘンリー1世の後継だったが、遭難事故で溺死した。

### 非嫡出子
ヘンリー1世は様々な愛人との間に多数の落とし子を作った。

#### 男子
- グロスター伯ロバート
  - 1090年代生まれ。母は北オックスフォードシャー地域のGay家の出とされる女性[352]
- リチャード・オブ・リンカーン（英語版）
  - 母はアンスフリーダ(Ansfride)という名の女性。リンカーン司教（英語版）であったロバート・ブロエ（英語版）のもとで育てられた[353]。
- レジナルド・ド・ダンスタンヴィル（英語版）
  - 1110年代または1120年代初頭生まれ。コーンウォール伯。母はおそらくシビル・コーベット(Sibyl Corbet)[354]。
- ロバート・フィッツエディス（英語版）
  - 母親はエディス・フォーン(en:Edith Forne)[355]。
- ヘンリー・フィッツロイ（英語版）
  - en:Nest ferch Rhysが母親の可能性あり[355][nb 36]。
- フルク・フィッツロイ（英語版）
  - アンスフリーダの息子と考えられている[355]。
- ギルバート・フィッツロイ（英語版）
  - Walter of Gandという者の姉妹、もしくは娘が母親である可能性がある[356]。
- ウィリアム・ド・トレイシー（英語版）
  - おそらく1090年代生まれ[356]。
- ウィリアム
  - シビラ・オブ・ノルマンディー（英語版）の実の兄であり、おそらくレジナルド・ド・ダンスタンヴィルの兄弟でもある[357]

#### 女子
- アリス・フィッツロイ（英語版）
  - マチュー1世・ド・モンモランシーに嫁いだ[358]。
- ジュリアンヌ・ド・フォントブロー（英語版）
  - ウスタシュ・ド・ブルトゥイユに嫁いだとされ、母はアンスフリーダであると考えられている[359]。
- ペルシェ女伯マティルダ・フィッツロイ（英語版）
  - ペルシュ伯（英語版）ロトルー3世（英語版）に嫁いだ[360]。
- シビラ・オブ・ノルマンディー（英語版）
  - 1100年以前に誕生したとされ、スコットランド王アレグザンダー1世に嫁ぎ[358][nb 37]、両王国は緊密な関係を築いた[361]。
- ブルターニュ公妃マティルダ・フィッツロイ
  - ブルターニュ公コナン3世に嫁いだ[360]。
- モンティヴィリエ大修道院長マティルダ・フィッツロイ（英語版）[358]
- マベル（Mabel）
  - ギヨーム・グエ（William Gouet）に嫁いだ[362]。
- コンスタンス[363]（en:Constance, Viscountess of Beaumont-sur-Sarthe）
- イザベル
  - ペンブルック女伯イザベル・ド・ボーモンの娘[358]
- グンドレダ・ド・ダンスタンヴィル[358]（Gundrada de Dunstanville）
- ロヘーズ（推定）
  - アンリ・ド・ラ・ポメライに嫁いだ[358][nb 38]
- エマ
  - ギー・ド・ラヴァルに嫁いだ[364]。
- アデライザ（Adeliza）[364]
- エリザベス・フィッツロイ
  - ファーガス・オブ・ガロウェイ（英語版）に嫁いだ[364]。
- シビル・オブ・ファレーズ（英語版）[364][nb 39]

### 家系図
Template:England's Norman rulers family tree